# Нордін Вотер
Нордін Воутер (нід. Nordin Wooter, нар. 24 серпня 1976, Парамарибо) — нідерландський футболіст суринамського походження, що грав на позиції півзахисника.
Виступав, зокрема, за «Аякс», з яким виграв Лігу чемпіонів УЄФА, Суперкубок УЄФА та Міжконтинентальний кубок, а також низку національних трофеїв.

## Клубна кар'єра
Розпочинав грати у футбол в клубах ОСВ та «Зебюргія», а 1994 року опинився в «Аяксі». Дебютував у Ередивізі 28 серпня проти «Валвейка» (3:1). У цьому ж сезоні він забив свій перший гол у лізі, а також виграв чемпіонат Нідерландів і Кубок чемпіонів, попри те, що в фіналі з «Міланом» (1:0) участі не брав. Так само не зігравши у матчі Вотер став володарем Міжконтинентального кубка. У наступні два сезони Вотер був дублером в амстердамському клубі, тим не менш, в 1996 році він виграв Суперкубок УЄФА, зігравши в одному з двох матчів, а також вдруге поспіль став чемпіоном Нідерландів.
У 1997 році Вотер переїхав до клубу «Реал Сарагоса». У Ла Лізі нідерландець дебютував 31 серпня в матчі проти «Сельти» (1:2). У новому клубі він, однак, не став основним гравцем і за 2 роки він зіграв лише 32 матчі у Ла Лізі. Через це влітку 1999 року Вотер виїхав до Англії у «Вотфорд»: клуб заплатив за півзахисника £950 000 — рекордну на той момент суму для «Вотфорда». Дебютував Вотер за клуб в матчі проти «Челсі»; тоді клуб Вотера несподівано виграв 1:0, проте в першому ж сезоні клуб вилетів з Прем'єр-ліги і протягом наступних двох сезонів Вотер грав в Першому Дивізіоні. Всього за англійський клуб Вотер забив три м'ячі (в матчах проти «Лестер Сіті», «Норвіч Сіті» «Вімблдона»).
2002 року Вотер повернувся на батьківщину і один сезон грав за «Росендал», з яким зайняв 13-те місце в лізі, після чого знову виїхав за кордон, на цей раз він вирушив до Португалії, де грав один сезон у «Бразі». Його перебування в цьому клубі не могло бути успішним, оскільки він зіграв лише в 19 матчах, здебільшого виходячи на заміну, а команда стала лише п'ятою. 
У 2004 році Нордін став гравцем «Анортосіса» на Кіпрі, а його 7 м'ячів у 14 матчах першої половини сезону 2004/05 справили враження на штаб грецького «Панатінаїкоса», які на початку 2005 року придбали права на гравця. З цією командою Вотер у тому ж сезоні став віцечемпіоном Греції, але в сезоні 2005/06 він зіграв тільки в 9 матчах чемпіонату. 
Протягом сезону 2006/07 років захищав кольори турецького клубу «Сівасспор».
Завершив професійну ігрову кар'єру у клубі АЕК (Ларнака), за команду якого виступав протягом 2007—2008 років.

## Виступи за збірні
1995 року залучався до складу молодіжної збірної Нідерландів і брав участь у чемпіонаті світу серед молодіжних команд 1995.

## Титули і досягнення
- Чемпіон Нідерландів (2):

«Аякс»: 1994-95, 1995-96
- Володар Суперкубка Нідерландів (2):

«Аякс»: 1994, 1995
- Переможець Ліги чемпіонів УЄФА (1):

«Аякс»: 1994–95
- Володар Суперкубка УЄФА (1):

«Аякс»: 1995
- Володар Міжконтинентального кубка (1):

«Аякс»: 1995